# 코시노역
코시노역(러시아어: Косино)은 모스크바 지하철 네크라솝스카야 선의 역이다.

## 위치
코시노 역은 모스크바 동부 MCAD 뒤쪽에 위치하며, 줄레비노 경계에 위치한다. 코시노 철도 플랫폼과 레르몬톱스키 프로스펙트 사이에 있다.

## 구조
1면 2선의 섬식 플랫폼 구조로, 지하 역사이다. 코시노 역은 두 개의 지하 대합실이 존재하고 플랫폼과 이어지는 복도와 4개의 경량 에스컬레이터와 연결되어 있다. 북쪽 대합실은 코시노 철도 플랫폼과 연결되는 곳에 위치하여 철도 플랫폼으로는 계단을 통해 카잔스카랴잔 대로 방향 지하 통로로 연결된다. 남쪽 대합실은 레르몬톱스키 프로스펙트 역사 서쪽 대합실과 연결되어 있다. 남쪽 대합실은 현존하는 레르몬톱스키 거리 아래에 위치한다.

## 디자인
지하 환승통로 대합실 사이와 벽에는 흰색 대리석으로 장식되어 있다. 터닉스 위에는 노란 잎의 패턴을 묘사한 파노라마가 존재한다.

## 역사
코시노 역은 2019년 6월 3일에 개장했다.

## 환승
코시노 역에서는 타간스코 크라스노프레스넨스카야 선의 레르몬톱스키 프로스펙트 역으로 환승 가능하다. 이 역의 남쪽 대합실과 타간스코 크라스노프레스넨스카야 선 역사의 서쪽 대합실과 연결된다.